# DAU: Degeneración
DAU (ó DAU: Degeneración) es una película rusa de 2019 del proyecto DAU organizado por Ilya Khrzhanovsky. La película trata sobre la vida del científico soviético ganador del Premio Nobel Lev Landau. El estreno en París el 25 de enero de 2019 consistió en una docena de largometrajes proyectados dentro de una extensa instalación inmersiva las 24 horas. La película es uno de los proyectos cinematográficos más grandes y controvertidos de Rusia.
También se planea un eventual estreno cinematográfico convencional de un solo largometraje, así como documentales y una serie de televisión.

## Reparto
Teodor Currentzis, un director de orquesta clásico griego, interpreta el papel principal de Dau, mientras que Radmila Shchegoleva, el único actor profesional en el elenco principal, interpreta a su esposa. Alexei Blinov, líder de desarrollo técnico del largometraje, también actúa en él como Prof. Blinov.
El elenco también incluyó: Gerard Depardieu, Anatoly Vasiliev, Dmitry Chernyakov, Olga Shkabarnya, Peter Sellars, Romeo Castellucci, Adin Steinsaltz, Carsten Höller, Marina Abramović, David Gross, Shing-Tung Yau, Nikita Nekrasov, Carlo Rovelli, James Fallon, Willem Dafoe, Charlotte Rampling y otros.

## Producción

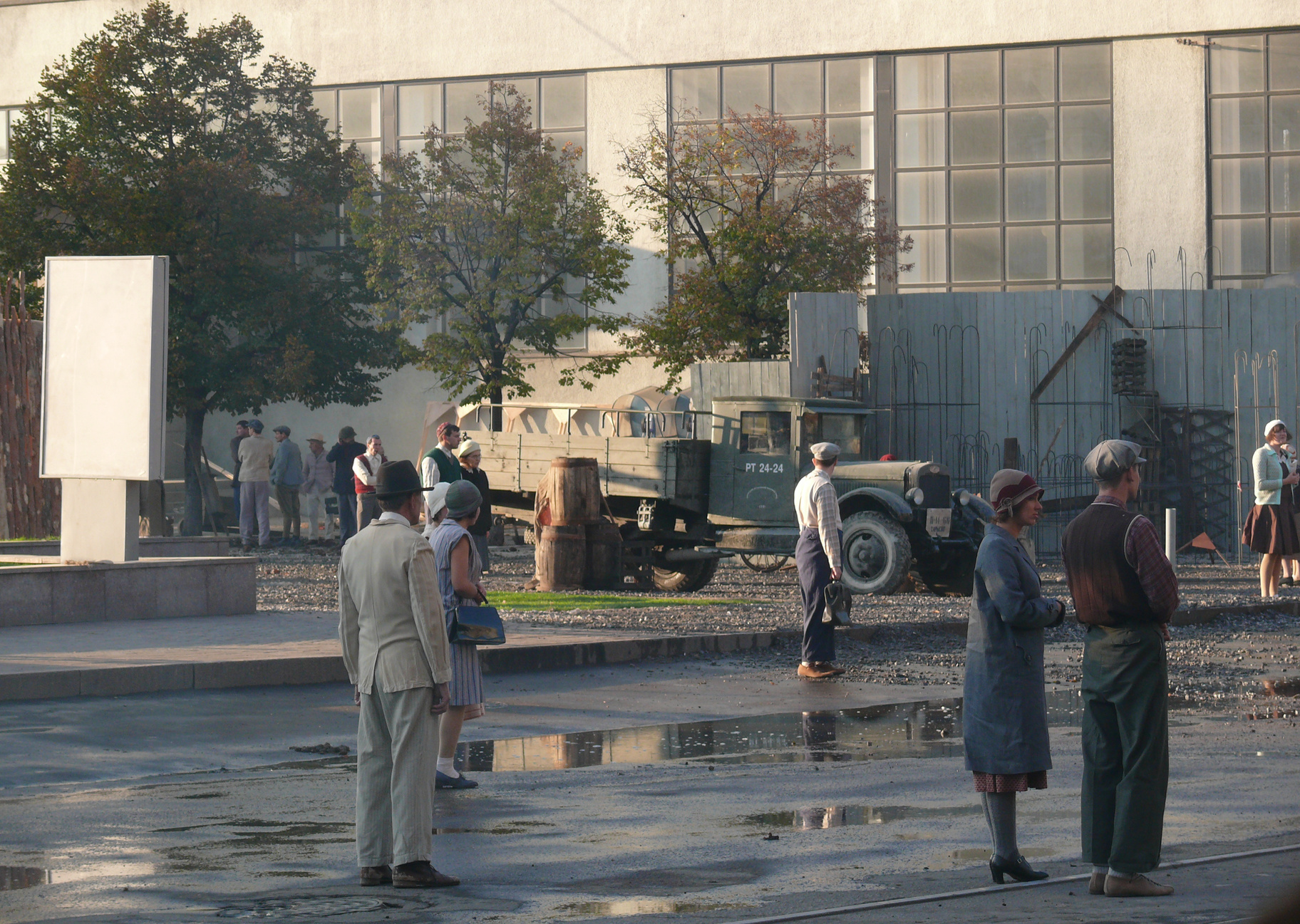
Rodaje en Járkov

La preparación para el rodaje de la película comenzó en 2006, mientras que el rodaje real comenzó en 2008 y se prolongó durante tres años. En 2017, The Daily Telegraph informó que la película aún se estaba editando y se citó a la productora diciendo:

Nuestro proyecto consta de más de 700 horas de material rodado en 35 mm, con el que la empresa está realizando largometrajes, series de televisión y una serie de documentales sobre ciencia y arte, así como un proyecto transmedia.
Phenomen Films

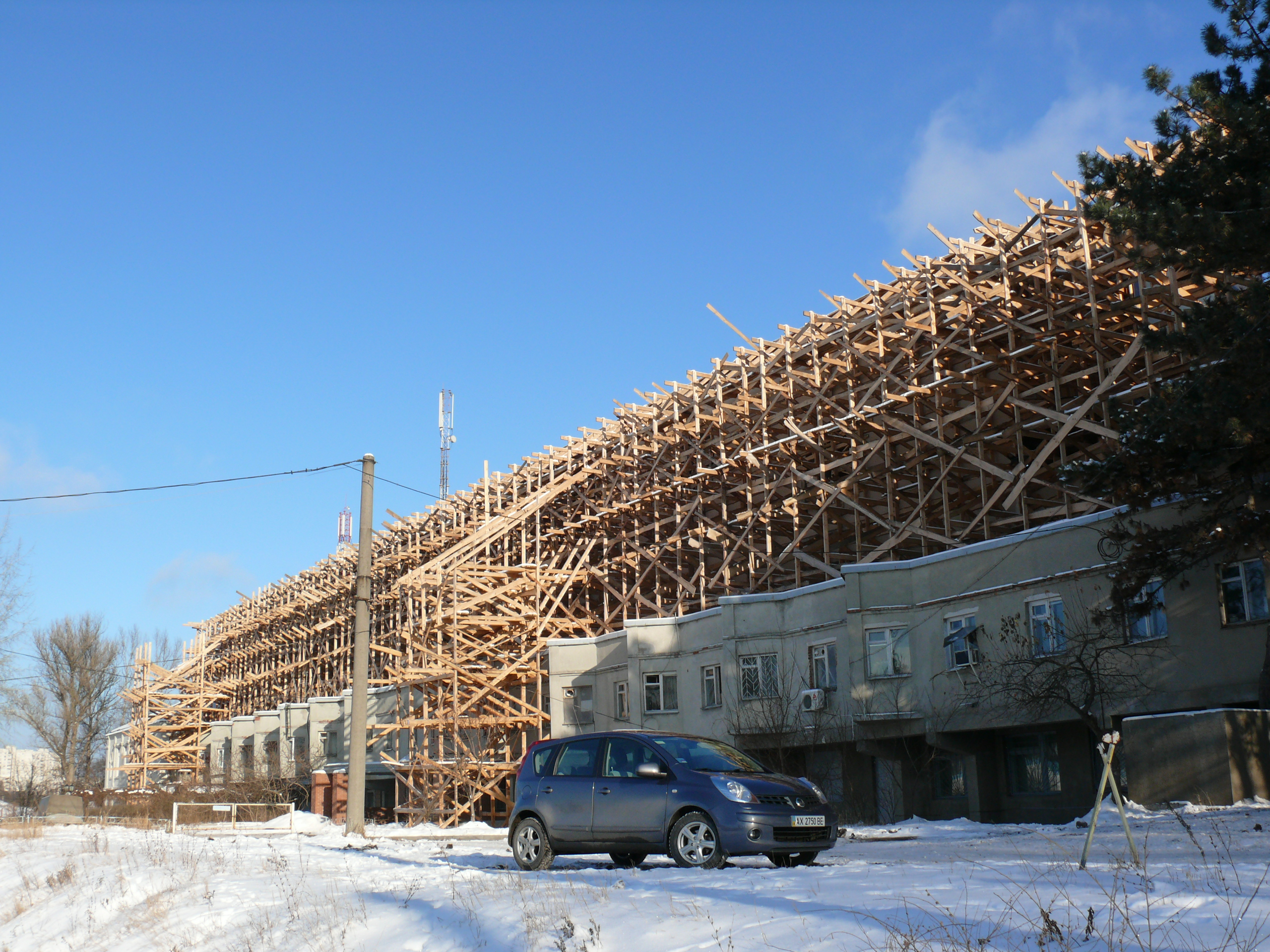
El set del Instituto

La película se rodó en varios lugares de Azerbaiyán, Rusia, Ucrania, Alemania, Reino Unido y Dinamarca. La mayor parte de la película se rodó en un escenario especialmente construido llamado "El Instituto" en Járkov, en el noreste de Ucrania. El instituto fue el plató cinematográfico más grande de Europa, con una superficie total de 12.000 m 2 . El conjunto fue una reconstrucción creativa dinámica de un Instituto de acceso restringido soviético en 1938-1968, ubicado en Moscú. La filmación incluyó actuaciones de múltiples personalidades, incluido el líder neonazi ruso Maxim Martsinkevich. Algunos actores vivían en The Institute en carácter las 24 horas del día. La destrucción del plató se convirtió en una parte integral de la historia y se rodó el 8 de noviembre de 2011.

## Estreno
El lanzamiento estaba programado para octubre de 2018 en Berlín (con sucesos similares en París y Londres) como una instalación de arte inmersiva, operativa a tiempo completo, de un mes de duración, con una réplica del Muro de Berlín. La ciudad finalmente no aprobó los planes, ya que hubo muy poco tiempo para que las autoridades verificaran la seguridad de un evento de estas proporciones, ya que la productora presentó los planes menos de un mes antes del evento.

### Controversia del estreno en el Festival de Berlín
Previo a DAU. Proyección de Natasha en el Festival Internacional de Cine de Berlín, un grupo de críticos de cine rusos publicó una carta abierta al liderazgo del festival, cuestionando el lado ético de la participación de la película en el programa de competencia de la Berlinale citando acusaciones de violencia, tanto psicológica como física, hacia los miembros del elenco durante la realización de la película.